# Biolo
Biolo è una frazione del comune di Ardenno in provincia di Sondrio.
Biolo è situata sul versante retico della Bassa Valtellina.
Il paese si trova a 602 m s.l.m. e oggi conta circa 60 abitanti, che aumentano nel periodo estivo quando
arrivano da Roma numerosi paesani; difatti è cosa consueta sentire tra i vicoli la “chiassosa” parlata capitolina che si intreccia
con il dialetto del luogo.
Ed è proprio con la gente romana che il paese, nonostante il trascorrere degli anni, ha tenuto un forte legame.
Infatti già nel seicento (soprattutto in seguito al Sacro Macello del 1620 e alla peste del 1630) numerosi biolesi si recavano nella Capitale
in cerca di fortuna, ma la lontananza non ha mai impedito di rimanere legati al paese natio.
Fulcro di Biolo è la Chiesa della Madonna Assunta, consacrata il 15 agosto 1543 e resa parrocchia il 9 giugno 1592.
Nel corso degli anni si sono realizzate nuove strutture e numerose opere di manutenzione grazie alla “generosità” dei biolesi e dei biolesi di Roma.
È grazie al contributo romano che venne aggiunto l'oratorio, benedetto nel 1701, e nel 1744 vennero avviati i lavori per la nuova sacrestia.
Oltre alla sistemazione dell'edificio si deve a tutta la popolazione biolese la presenza di numerose opere visibili tutt'oggi nella parrocchia.
Ed è proprio per festeggiare la sua Santa Protettrice che ogni anno, nei giorni della consacrazione della Chiesa, si celebra la Madonna Assunta.

## Geografia fisica
È posto a 602 metri s.l.m., in bassa Valtellina, ai piedi della Valmasino.

## Punti di interesse

### Architetture

#### Chiesa di Santa Maria Assunta
All'ingresso del paese è presente la chiesa parrocchiale dedicata a Santa Maria Assunta. L'edificio fu consacrato nel 1543, ma divenne chiesa parrocchiale solamente nel 1592.

#### Altro
Numerose opere di architettura contadina, si possono ammirare tra le viuzze del paese, ancora in un discreto stato di conservazione.